# Chohal
Chohal é uma vila no distrito de Hoshiarpur, no estado indiano de Punjab.

## Demografia
Segundo o censo de 2001, Chohal tinha uma população de 7433 habitantes. Os indivíduos do sexo masculino constituem 59% da população e os do sexo feminino 41%. Chohal tem uma taxa de literacia de 71%, superior à média nacional de 59.5%; a literacia no sexo masculino é de 78% e no sexo feminino é de 62%. 16% da população está abaixo dos 6 anos de idade.